# خطبة المتقين
خطبة المتقين؛ هي إحدى خطب الإمام علي بن أبي طالب، وقد ذكرت في نهج البلاغة. خطبها حين طلب منه هُمام أن يصف المتقين فأجابه الإمام إلى ذلك.

## نص الخطبة
رُوِيَ أَنَّ صَاحِباً لِأَمِيرِ الْمُؤْمِنِين يُقَالُ لَهُ هَمَّامٌ كَانَ رَجُلًا عَابِداً فَقَالَ لَهُ يَا أَمِيرَ الْمُؤْمِنِينَ صِفْ لِيَ الْمُتَّقِينَ حَتَّى كَأَنِّي أَنْظُرُ إِلَيْهِمْ فَتَثَاقَلَ عَنْ جَوَابِهِ ثُمَّ قَالَ يَا هَمَّامُ اتَّقِ اللَّهَ وَأَحْسِنْ فَإِنَّ اللَّهَ مَعَ الَّذِينَ اتَّقَوْا وَالَّذِينَ هُمْ مُحْسِنُونَ فَلَمْ يَقْنَعْ هَمَّامٌ بِهَذَا الْقَوْلِ حَتَّى عَزَمَ عَلَيْهِ فَحَمِدَ اللَّهَ وَأَثْنَى عَلَيْهِ وَصَلَّى عَلَى النَّبِيِّ صلى الله عليه وآله وسلم ثُمَّ قَال:
أَمَّا بَعْدُ فَإِنَّ اللَّهَ سُبْحَانَهُ وَتَعَالَى خَلَقَ الْخَلْقَ حِينَ خَلَقَهُمْ غَنِيّاً عَنْ طَاعَتِهِمْ آمِناً مِنْ مَعْصِيَتِهِمْ لِأَنَّهُ لَا تَضُرُّهُ مَعْصِيَةُ مَنْ عَصَاهُ وَلَا تَنْفَعُهُ طَاعَةُ مَنْ أَطَاعَهُ فَقَسَمَ بَيْنَهُمْ مَعَايِشَهُمْ وَوَضَعَهُمْ مِنَ الدُّنْيَا مَوَاضِعَهُمْ فَالْمُتَّقُونَ فِيهَا هُمْ أَهْلُ الْفَضَائِلِ مَنْطِقُهُمُ الصَّوَابُ وَمَلْبَسُهُمُ الِاقْتِصَادُ وَمَشْيُهُمُ التَّوَاضُعُ غَضُّوا أَبْصَارَهُمْ عَمَّا حَرَّمَ اللَّهُ عَلَيْهِمْ وَوَقَفُوا أَسْمَاعَهُمْ عَلَى الْعِلْمِ النَّافِعِ لَهُمْ نُزِّلَتْ أَنْفُسُهُمْ مِنْهُمْ فِي الْبَلَاءِ كَالَّتِي نُزِّلَتْ فِي الرَّخَاءِ وَلَوْ لَا الْأَجَلُ الَّذِي كَتَبَ اللَّهُ عَلَيْهِمْ لَمْ تَسْتَقِرَّ أَرْوَاحُهُمْ فِي أَجْسَادِهِمْ طَرْفَةَ عَيْنٍ شَوْقاً إِلَى الثَّوَابِ وَ خَوْفاً مِنَ الْعِقَابِ عَظُمَ الْخَالِقُ فِي أَنْفُسِهِمْ فَصَغُرَ مَا دُونَهُ فِي أَعْيُنِهِمْ فَهُمْ وَالْجَنَّةُ كَمَنْ قَدْ رَآهَا فَهُمْ فِيهَا مُنَعَّمُونَ وَهُمْ وَالنَّارُ كَمَنْ قَدْ رَآهَا فَهُمْ فِيهَا مُعَذَّبُونَ قُلُوبُهُمْ مَحْزُونَةٌ وَشُرُورُهُمْ مَأْمُونَةٌ وَأَجْسَادُهُمْ نَحِيفَةٌ وَحَاجَاتُهُمْ خَفِيفَةٌ وَأَنْفُسُهُمْ عَفِيفَةٌ صَبَرُوا أَيَّاماً قَصِيرَةً أَعْقَبَتْهُمْ رَاحَةً طَوِيلَةً تِجَارَةٌ مُرْبِحَةٌ يَسَّرَهَا لَهُمْ رَبُّهُمْ أَرَادَتْهُمُ الدُّنْيَا فَلَمْ يُرِيدُوهَا وَأَسَرَتْهُمْ فَفَدَوْا أَنْفُسَهُمْ مِنْهَا أَمَّا اللَّيْلَ فَصَافُّونَ أَقْدَامَهُمْ تَالِينَ لِأَجْزَاءِ الْقُرْآنِ يُرَتِّلُونَهَا تَرْتِيلًا يُحَزِّنُونَ بِهِ أَنْفُسَهُمْ وَيَسْتَثِيرُونَ بِهِ دَوَاءَ دَائِهِمْ فَإِذَا مَرُّوا بِآيَةٍ فِيهَا تَشْوِيقٌ رَكَنُوا إِلَيْهَا طَمَعاً وَتَطَلَّعَتْ نُفُوسُهُمْ إِلَيْهَا شَوْقاً وَظَنُّوا أَنَّهَا نُصْبَ أَعْيُنِهِمْ وَإِذَا مَرُّوا بِآيَةٍ فِيهَا تَخْوِيفٌ أَصْغَوْا إِلَيْهَا مَسَامِعَ قُلُوبِهِمْ وَظَنُّوا أَنَّ زَفِيرَ جَهَنَّمَ وَشَهِيقَهَا فِي أُصُولِ آذَانِهِمْ فَهُمْ حَانُونَ عَلَى أَوْسَاطِهِمْ مُفْتَرِشُونَ لِجِبَاهِهِمْ وَأَكُفِّهِمْ وَرُكَبِهِمْ وَأَطْرَافِ أَقْدَامِهِمْ يَطْلُبُونَ إِلَى اللَّهِ تَعَالَى فِي فَكَاكِ رِقَابِهِمْ وَأَمَّا النَّهَارَ فَحُلَمَاءُ عُلَمَاءُ أَبْرَارٌ أَتْقِيَاءُ قَدْ بَرَاهُمُ الْخَوْفُ بَرْيَ الْقِدَاحِ يَنْظُرُ إِلَيْهِمُ النَّاظِرُ فَيَحْسَبُهُمْ مَرْضَى وَمَا بِالْقَوْمِ مِنْ مَرَضٍ وَيَقُولُ لَقَدْ خُولِطُوا وَلَقَدْ خَالَطَهُمْ أَمْرٌ عَظِيمٌ لَا يَرْضَوْنَ مِنْ أَعْمَالِهِمُ الْقَلِيلَ وَلَا يَسْتَكْثِرُونَ الْكَثِيرَ فَهُمْ لِأَنْفُسِهِمْ مُتَّهِمُونَ وَ مِنْ أَعْمَالِهِمْ مُشْفِقُونَ إِذَا زُكِّيَ أَحَدٌ مِنْهُمْ خَافَ مِمَّا يُقَالُ لَهُ فَيَقُولُ أَنَا أَعْلَمُ بِنَفْسِي مِنْ غَيْرِي وَرَبِّي أَعْلَمُ بِي مِنِّي بِنَفْسِي اللَّهُمَّ لَا تُؤَاخِذْنِي بِمَا يَقُولُونَ وَاجْعَلْنِي أَفْضَلَ مِمَّا يَظُنُّونَ وَاغْفِرْ لِي مَا لَا يَعْلَمُونَ فَمِنْ عَلَامَةِ أَحَدِهِمْ أَنَّكَ تَرَى لَهُ قُوَّةً فِي دِينٍ وَحَزْماً فِي لِينٍ وَإِيمَاناً فِي يَقِينٍ وَحِرْصاً فِي عِلْمٍ وَعِلْماً فِي حِلْمٍ وَ قَصْداً فِي غِنًى وَخُشُوعاً فِي عِبَادَةٍ وَتَجَمُّلًا فِي فَاقَةٍ وَصَبْراً فِي شِدَّةٍ وَطَلَباً فِي حَلَالٍ وَنَشَاطاً فِي هُدًى وَتَحَرُّجاً عَنْ طَمَعٍ يَعْمَلُ الْأَعْمَالَ الصَّالِحَةَ وَهُوَ عَلَى وَجَلٍ يُمْسِي وَهَمُّهُ الشُّكْرُ وَيُصْبِحُ وَهَمُّهُ الذِّكْرُ يَبِيتُ حَذِراً وَيُصْبِحُ فَرِحاً حَذِراً لِمَا حُذِّرَ مِنَ الْغَفْلَةِ وَفَرِحاً بِمَا أَصَابَ مِنَ الْفَضْلِ وَالرَّحْمَةِ إِنِ اسْتَصْعَبَتْ عَلَيْهِ نَفْسُهُ فِيمَا تَكْرَهُ لَمْ يُعْطِهَا سُؤْلَهَا فِيمَا تُحِبُّ قُرَّةُ عَيْنِهِ فِيمَا لَا يَزُولُ وَزَهَادَتُهُ فِيمَا لَا يَبْقَى يَمْزُجُ الْحِلْمَ بِالْعِلْمِ وَالْقَوْلَ بِالْعَمَلِ تَرَاهُ قَرِيباً أَمَلُهُ قَلِيلًا زَلَلُهُ خَاشِعاً قَلْبُهُ قَانِعَةً نَفْسُهُ مَنْزُوراً أَكْلُهُ سَهْلًا أَمْرُهُ حَرِيزاً دِينُهُ مَيِّتَةً شَهْوَتُهُ مَكْظُوماً غَيْظُهُ الْخَيْرُ مِنْهُ مَأْمُولٌ وَالشَّرُّ مِنْهُ مَأْمُونٌ إِنْ كَانَ فِي الْغَافِلِينَ كُتِبَ فِي الذَّاكِرِينَ وَإِنْ كَانَ فِي الذَّاكِرِينَ لَمْ يُكْتَبْ مِنَ الْغَافِلِينَ يَعْفُو عَمَّنْ ظَلَمَهُ وَيُعْطِي مَنْ حَرَمَهُ وَيَصِلُ مَنْ قَطَعَهُ بَعِيداً فُحْشُهُ لَيِّناً قَوْلُهُ غَائِباً مُنْكَرُهُ حَاضِراً مَعْرُوفُهُ مُقْبِلًا خَيْرُهُ مُدْبِراً شَرُّهُ فِي الزَّلَازِلِ وَقُورٌ وَفِي الْمَكَارِهِ صَبُورٌ وَفِي الرَّخَاءِ شَكُورٌ لَا يَحِيفُ عَلَى مَنْ يُبْغِضُ وَلَا يَأْثَمُ فِيمَنْ يُحِبُّ يَعْتَرِفُ بِالْحَقِّ قَبْلَ أَنْ يُشْهَدَ عَلَيْهِ لَا يُضِيعُ مَا اسْتُحْفِظَ وَلَا يَنْسَى مَا ذُكِّرَ وَلَا يُنَابِزُ بِالْأَلْقَابِ وَلَا يُضَارُّ بِالْجَارِ وَلَا يَشْمَتُ بِالْمَصَائِبِ وَلَا يَدْخُلُ فِي الْبَاطِلِ وَلَا يَخْرُجُ مِنَ الْحَقِّ إِنْ صَمَتَ لَمْ يَغُمَّهُ صَمْتُهُ وَإِنْ ضَحِكَ لَمْ يَعْلُ صَوْتُهُ وَإِنْ بُغِيَ عَلَيْهِ صَبَرَ حَتَّى يَكُونَ اللَّهُ هُوَ الَّذِي يَنْتَقِمُ لَهُ نَفْسُهُ مِنْهُ فِي عَنَاءٍ وَالنَّاسُ مِنْهُ فِي رَاحَةٍ أَتْعَبَ نَفْسَهُ لِآخِرَتِهِ وَأَرَاحَ النَّاسَ مِنْ نَفْسِهِ بُعْدُهُ عَمَّنْ تَبَاعَدَ عَنْهُ زُهْدٌ وَنَزَاهَةٌ وَدُنُوُّهُ مِمَّنْ دَنَا مِنْهُ لِينٌ وَرَحْمَةٌ لَيْسَ تَبَاعُدُهُ بِكِبْرٍ وَعَظَمَةٍ وَلَا دُنُوُّهُ بِمَكْرٍ وَخَدِيعَةٍ.
قَالَ فَصَعِقَ هَمَّامٌ صَعْقَةً كَانَتْ نَفْسُهُ فِيهَا فَقَالَ أَمِيرُ الْمُؤْمِنِينَ: أَمَا وَاللَّهِ لَقَدْ كُنْتُ أَخَافُهَا عَلَيْهِ ثُمَّ قَالَ أَهَكَذَا تَصْنَعُ الْمَوَاعِظُ الْبَالِغَةُ بِأَهْلِهَا.
فَقَالَ لَهُ قَائِلٌ فَمَا بَالُكَ يَا أَمِيرَ الْمُؤْمِنِينَ؟
فَقَالَ: وَيْحَكَ إِنَّ لِكُلِّ أَجَلٍ وَقْتاً لَا يَعْدُوهُ وَسَبَباً لَا يَتَجَاوَزُهُ فَمَهْلًا لَا تَعُدْ لِمِثْلِهَا فَإِنَّمَا نَفَثَ الشَّيْطَانُ عَلَى لِسَانِكَ 

## سند الخطبة
رويت هذه الخطبة بأسانيد مختلفة وطرق شتى، من ذلك:
- ماذكره سليم بن قيس الهلالي في كتابه «سليم بن قيس الهلالي» عن أبان بن أبي عياش.
- الشيخ الصدوق في كتابه «الأمالي» مسنداً إلى الإمام الصادق عن أبيه عن آبائه عن علي بن أبي طالب.
- الشريف الرضي في «نهج البلاغة».
- العلامةالمجلسي في «بحار الأنوار».
- الشيخ الكليني في «الكافي».
- محمد بن همام الإسكافي في كتاب «التمحيص».
- ابن شـعبة الحرّاني في كتاب «تحف العقول».
- الكراجكي في كتاب «كنز الفوائد».

## من هو همام
قيل إن همام المذكور في هذه الخطبة هو همام بن عبادة بن خيثم كما ورد في رواية نوف البكالي، وكان الربيع بن خيثم عمّه من الزّهاد الثمانية.
وقال ابن أبي الحديد: «همّام المذكور في هذه الخطبة هو همّام بن شريح بن يزيد بن مرّة بن عمرو بن جابر بن يحيى بن الأصهب بن كعب بن الحارث بن سعد بن عمرو بن ذهل بن مُرّان بن صيفي بن سعد العشيرة، وكان همّام هذا من شيعة أمير المؤمنين واوليائه، وكان ناسكاً عابداً».
وقال الشّيخ محمد تقي الشّوشتري: همّام المذكور في هذه الخطبة على ما ذكره الشّراح وإن لم أر له ذكرا في كتب الرّجال هو: همّام بن شريح بن يزيد بن مرّة بن عمرو بن جابر وكان من شيعة علىّ وأوليائه وكان ناسكاً عابداً.

## محتوى الخطبة
تشتمل الخطبة على أوصاف المتقين، والعلامات التي يتميزون بها، نذكر بعضا منها:
عشرين صفة للمتقين، و (50) علامة تقريباً تميّزهم عمّا عداهم:

### فمن صفات المؤمنين المتقين
- منطقهم الصواب
- القناعة والاقتصاد (ملبسهم الاقتصاد).
- التواضع (مشيهم التواضع).
- الرضا بقضاء الله (نزلت أنفسهم منهم البلاء كالذي نزلت في الرخاء).
- الشوق إلى الثواب والخوف من العقاب.
- عظمة الخالق في أعينهم بنحو يصغر غيره في أنفسهم.
- الحزن (قلوبهم محزونة).
- شرّهم مأمون.
- عفّة النفس.
- الصبر على البلاء.
- ترك الدنيا، بمعنى أنّهم لم يقعوا في حبائل الدنيا.
- العبادة في الليل بالصلاة، وقراءة القرآن والمناجاة.
- اتصافهم بالعلم والحلم والإحسان إلى النّاس والتقوى.
- الاهتمام بالأعمال الصالحة، وعدم القناعة بالعمل القليل، ولا يعتمدون على الكثير.

### ومن علامتهم
- القوّة في الدين.
- الحزم مع اللين.
- الحرص في طلب العلم.
- العلم الممزوج بالحلم.
- الاقتصاد حتّى مع الغنى.
- الخشوع في العبادة.
- اظهار الغنى والتجمّل حتّى مع الفقر.
- الصبر في الشدائد.
- طلب الحلال.
- الابتعاد عن الطمع.
- الشكر والاهتمام به.
- الذكر والاهتمام به.
- الحذر من الغفلة والوقوع في المعصية.
- الفرح لما يحصل عليه من الفضل والرحمة.
- الزهد في الدنيا الفانية.
- قلّة الزلل والخطأ.
- قلّة الأمل وقربه، بمعنى: أنّه ليس له طول الأمل.
- قناعة النفس.
- قلّة الأكل.
- عدم الاستجابة لشهوة النفس.
- كظم الغيظ.
- الخير منه مأمول.
- الشرّ منه مأمون.
- يصل مَن قطعه.
- يعطي مَن حرمه.
- يعفو عمّن ظلمه.
- لين قوله.
- بعيد فحشه، أيّ: لا يتكلّم بالألفاظ القبيحة، ولا يشتغل بالسبّ والشتم.
- الإحسان والمعروف والخير.
- الوقار والمتانة خصوصاً في الشدائد والمحن.
- ترك الظلم حتّى لمَن يبغضه.
- لا يرتكب المعصية لارضاء القريب.
- لا يضيع ما استحفظ عليه.
- لا ينابز بالألقاب.

## شروح خطبة المتقين
- شرح خطبه متقین در نهج البلاغة، سید مجتبی علوی تراکمه ای (فارسي)
- پارسايان شرح خطبه متّقين از نهج البلاغة، رضا حسينی نسب
- محمد شریفی اشکوری، اوصاف المتقين